# Hatari
Hatari (en español: Odiador) es un grupo performance de tecno y punk rock de Reikiavik, Islandia. La banda está compuesta por Klemens Hannigan, Matthías Haraldsson y Einar Stefánsson. El grupo ha lanzado un EP y numerosos sencillos. Hatari es conocido por sus actuaciones en directo, incluyendo sus disfraces inspirados en lo BDSM. Hatari se describen a sí mismos como un "grupo performance BDSM anticapitalista" y señalan que la finalidad de la banda es la caída del capitalismo.

## Historia
Hatari fue formada en 2015 por Hannigan y Haraldsson, a la que luego se unió Stefánsson. El grupo hizo su primera aparición en el festival Iceland Airwaves en 2016 y más tarde volvieron al evento de 2018.
El grupo lanzó su EP debut Neysluvara en octubre de 2017. Del EP salieron dos videoclips, "Ódýr" y "X".
En abril de 2018, el grupo organizó el "doomsday festival" Háskar. En él figuraron artistas, DJs y bandas de la escena underground de Reykjavik. El festival recibió atención tras haber sido mencionado en los Grapevine Music Awards 2019.
En diciembre de 2018, el grupo lanzó su tercer sencillo, "Spillingardans", y dijeron haberse separado tras fallar en su misión de acabar con el capitalismo. Sin embargo, en enero de 2019, Hatari fue confirmado como uno de los diez candidatos en el Söngvakeppnin 2019, la competición nacional islandesa para elegir a su representante en el Festival de la Canción de Eurovisión 2019. El 2 de marzo de ese mismo año ganaron la competición y el derecho de representar a su país. Hatari compitió con la canción "Hatrið mun sigra" (en español: El odio prevalecerá). Quedaron en décimo lugar en la final con 232 puntos.
El 23 de mayo de 2019 el grupo lanzó su quinto sencillo, "Klefi / Samed (صامد)", en colaboración con el cantante palestino Bashar Murad. El videoclip, grabado en Jericó en abril de ese año, fue publicado simultánamente.
El 17 de enero de 2020, Hatari lanzó su álbum debut Neyslutrans, que consta de trece pistas, incluidos todos los sencillos lanzados el año anterior. El álbum será promovido entre enero y abril por la gira Europe Will Crumble, donde contará con el apoyo de Cyber.

## Miembros
Hatari está compuesto por los vocalistas Klemens Nikulásson Hannigan y Matthías Tryggvi Haraldsson (Klemens nacido en 1993 y Matthías en 1994) y el productor musical y batería, Einar Hrafn Stefánsson. Klemens es el hijo de Nikulás Hannigan, el jefe de la oficina del área de inversiones del Ministerio de Asuntos Exteriores de Islandia, y de Rán Tryggvadóttir, una abogada que trabaja para la firma LMB Mandat. Matthías es el hijo de Haraldur Flosi Tryggvason, el propietario de LMB Mandat y hermano de Rán, y Gunnhildur Sigrúnar Hauks, una artista. Einar es el hijo de Stefán Haukur Jóhannesson, el embajador islandés en Londres. Otros contribuidores en Hatari incluyen a los coreógrafos Sólbjört Sigurðardóttir, Sigurður Andrean Sigurgeirsson y Ástrós Guðjónsdóttir.

## Discografía

### Álbumes de estudio
| Título      | Detalles |
| ----------- | --- |
| Neyslutrans | - Lanzamiento: 17 de enero de 2020 - Discográfica: Svikamylla ehf. - Formato: CD, LD, descarga digital, streaming |

### EP
| Neysluvara                                                   | - Lanzamiento: 31 de octubre de 2017 - Discográfica: Svikamylla ehf. - Formato: CD, descarga digital, streaming | — |
| "—" denota un EP que no llegó a las listas o no fue lanzado. | |   |

### Sencillos
| "Spillingardans"                                                   | 2019 | —  | Neyslutrans |
| "Hatrið mun sigra"                                                 | 2019 | 85 | Neyslutrans |
| "Klefi/صامد" (junto a Bashar Murad)                                | 2019 | —  | Neyslutrans |
| "Klámstrákur"                                                      | 2019 | —  | Neyslutrans |
| "—" denota una canción que no llegó a las listas o no fue lanzado. |      |    |             |

## Premios y nominaciones
| Año  | Premio                 | Categoría               | Trabajo            | Resultado | Ref.          |
| ---- | ---------------------- | ----------------------- | ------------------ | --------- | ------------- |
| 2017 | Grapevine Music Awards | Mejor actuación en vivo | Hatari             | Ganador   | [ 13 ]        |
| 2018 | Grapevine Music Awards | Mejor actuación en vivo | Hatari             | Ganador   | [ 14 ]        |
| 2018 | Icelandic Music Awards | Canción del año – Rock  | "Spillingardans"   | Nominado  | [ 15 ] [ 16 ] |
| 2018 | Icelandic Music Awards | Actuación del año       | Hatari             | Ganador   |               |
| 2020 | Grapevine Music Awards | Canción del año         | "Hatrið mun sigra" | Ganador   | [ 17 ]        |

Además de eso el grupo dio a ellos mismos el premio al mejor videoclip a través de Iceland Music News para "Spillingardans".